# Dolok Pagaja
Dolok Pagaja är ett berg i Indonesien.   Det ligger i provinsen Aceh, i den västra delen av landet, 1 600 km nordväst om huvudstaden Jakarta. Toppen på Dolok Pagaja är 139 meter över havet, eller 71 meter över den omgivande terrängen. Bredden vid basen är 5,0 km. Dolok Pagaja ligger på ön Pulau Simeulue.
Terrängen runt Dolok Pagaja är platt åt nordväst, men åt sydost är den kuperad.Runt Dolok Pagaja är det ganska glesbefolkat, med 27 invånare per kvadratkilometer.